# ヘアカラートリートメント
ヘアカラートリートメントとは、使用していくうちに色素が髪の表層部に徐々に浸透・蓄積し、髪を染めていくヘアカラーリング剤。薬機法上は染毛料として化粧品に区分され、ヘアマニキュアなどと並び、半永久染毛料とされる。使い方や染まり方の特徴が製品によって異なり、黒色の髪を明るくすることはできない。

## 概要
ヘアカラートリートメントは、カラートリートメントとも呼ばれるが、どちらも同じ意味で、主に髪の表面部分に色をつける染毛料である。トリートメントであるため、シャンプーで洗髪後の髪にダメージ補修をするだけではなく、髪に色をつけることができる。また、ヘアカラートリートメントの別の使い方としては、シャンプー前の乾いた状態の髪で染料を髪に塗り、染め置き時間をしばらく置いてから、シャンプーをするという方法もある。後者の使い方のほうが髪に色が入りやすいと紹介されている。

## 特徴
ジアミン系の染料が入っていないためノンジアミンの白髪染めとして使え、髪の内部まで染める永久染毛剤ではないため、刺激臭もなく手軽に染められる。髪になじむと色持ちがよくなるが、だいたいは1週間から2週間程度で色落ちする。刺激の強い薬剤が使われていないので、生え際や根元の髪にもセルフで利用しやすく美容院のカラーリングと併用も可能である。また、ジアミンフリーといっても肌に合わない場合もあるため、使用前はパッチテストを行うことが推奨されている。

### 長所
- 髪が傷みにくい
- 放置時間が短い
- 頭皮や髪のケアも同時に出来る

### 短所
- 一度では染まらない
- 色落ちが早い
- 手やお風呂場が汚れる
- 暗い髪色を明るくは出来ない

ヘアカラートリートメントに使われる染料は髪や頭皮に優しいものの、単体だと髪を染める力が弱く色落ちが早い。また、髪・頭皮のケアが出来る成分を配合し、染髪とトリートメントを同時に行う。